# Bulat Jumadilov
Bulat Jumadilov est un boxeur kazakh né le 22 avril 1973 à Taraz.

## Carrière
Aux Jeux olympiques d'été de 1996, il décroche la médaille d'argent chez les poids mouches. Quatre ans plus tard, lors des Jeux olympiques de Sydney, il réédite cette performance. Il a également été champion du monde de boxe amateur en 1999 à Houston.

## Palmarès
- Jeux olympiques de 1996 à Atlanta
  -  Médaille d'argent (poids mouches)
- Jeux olympiques de 2000 à Sydney
  -  Médaille d'argent (poids mouches)
- Championnats du monde de boxe amateur 1999 à Houston
  -  Médaille d'or (poids mouches)